# Malpas
Pour les articles homonymes, voir Malpas (homonymie).
Malpas est une commune française située dans le département du Doubs, la région culturelle et historique de Franche-Comté et la région administrative Bourgogne-Franche-Comté.
Ses habitants sont appelés Les Aigles.

## Géographie

### Toponymie
Malpax en 1246 ; Malpas en 1274 et 1283 ; Malpais en 1302 ; Malpans en 1384.
Le village se situe à une vingtaine de kilomètres de la frontière suisse. Elle se trouve au sud-ouest de la ville de Pontarlier dont elle est distante de 12 kilomètres environ et à proximité du lac de Saint-Point.

### Climat
Pour des articles plus généraux, voir Climat de la Bourgogne-Franche-Comté et Climat du Doubs.
En 2010, le climat de la commune est de type climat de montagne, selon une étude du Centre national de la recherche scientifique s'appuyant sur une série de données couvrant la période 1971-2000. En 2020, Météo-France publie une typologie des climats de la France métropolitaine dans laquelle la commune est exposée à un climat de montagne ou de marges de montagne et est dans la région climatique  Jura, caractérisée par une forte pluviométrie en toutes saisons (1 000 à 1 500 mm/an), des hivers rigoureux et un ensoleillement médiocre. 
Pour la période 1971-2000, la température annuelle moyenne est de 6,8 °C, avec une amplitude thermique annuelle de 16,2 °C. Le cumul annuel moyen de précipitations est de 1 633 mm, avec 13,5 jours de précipitations en janvier et 11,3 jours en juillet. Pour la période 1991-2020, la température moyenne annuelle observée sur la station météorologique de Météo-France la plus proche, « Labergement », sur la commune de Labergement-Sainte-Marie à 6 km à vol d'oiseau, est de 8,0 °C et le cumul annuel moyen de précipitations est de 1 459,4 mm. 
La température maximale relevée sur cette station est de 36,4 °C, atteinte le 31 juillet 1983 ; la température minimale est de −33 °C, atteinte le 9 janvier 1985,,. 
Les paramètres climatiques de la commune ont été estimés pour le milieu du siècle (2041-2070) selon différents scénarios d'émission de gaz à effet de serre à partir des nouvelles projections climatiques de référence DRIAS-2020. Ils sont consultables sur un site dédié publié par Météo-France en novembre 2022.

## Urbanisme

### Typologie
Au 1er janvier 2024, Malpas est catégorisée commune rurale à habitat dispersé, selon la nouvelle grille communale de densité à 7 niveaux définie par l'Insee en 2022.
Elle est située hors unité urbaine. Par ailleurs la commune fait partie de l'aire d'attraction de Pontarlier, dont elle est une commune de la couronne,. Cette aire, qui regroupe 54 communes, est catégorisée dans les aires de moins de 50 000 habitants,.

### Occupation des sols
L'occupation des sols de la commune, telle qu'elle ressort de la base de données européenne d’occupation biophysique des sols Corine Land Cover (CLC), est marquée par l'importance des territoires agricoles (51,5 % en 2018), une proportion identique à celle de 1990 (51,5 %). La répartition détaillée en 2018 est la suivante : 
prairies (51,5 %), forêts (34,6 %), zones humides intérieures (9,5 %), zones urbanisées (4,4 %). L'évolution de l’occupation des sols de la commune et de ses infrastructures peut être observée sur les différentes représentations cartographiques du territoire : la carte de Cassini (XVIIIe siècle), la carte d'état-major (1820-1866) et les cartes ou photos aériennes de l'IGN pour la période actuelle (1950 à aujourd'hui).

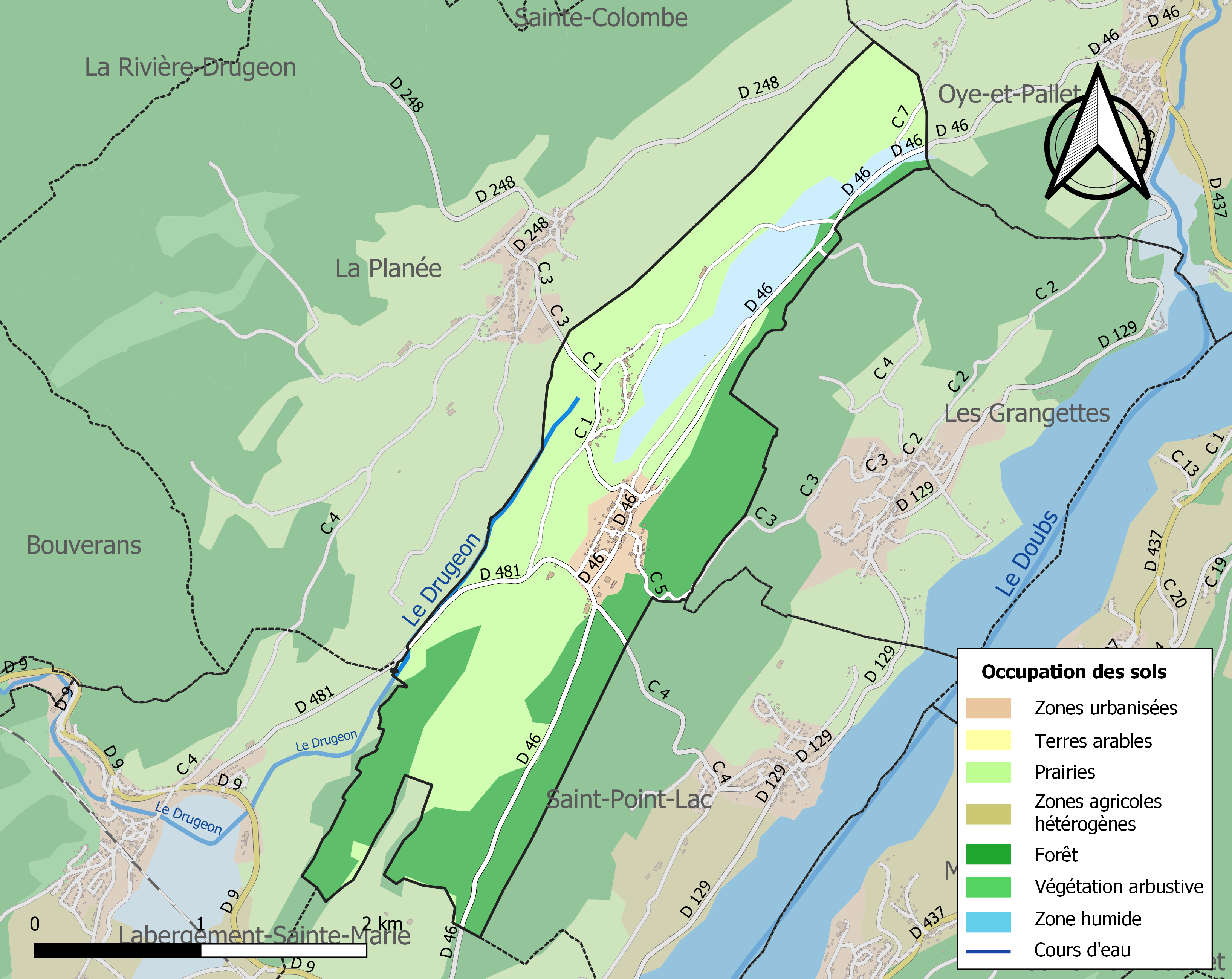
Carte des infrastructures et de l'occupation des sols de la commune en 2018 (CLC).

## Histoire
De 1974 à 1985, la commune a été réunie à celle de Vaux-et-Chantegrue pour former Vaux-et-Chantegrue-Malpas.

## Politique et administration
| Période                                  | Période   | Identité              | Étiquette | Qualité |
| ---------------------------------------- | --------- | --------------------- | --------- | ------- |
| Mars 1989                                | Mars 2001 | M. René Laithier      |           |         |
| Mars 2001                                | Mai 2020  | Mme Dominique Chardon | SE        |         |
| Mai 2020                                 | En cours  | M. Jean-Bernard Théry | SE        |         |
| Les données manquantes sont à compléter. |           |                       |           |         |

## Démographie
L'évolution du nombre d'habitants est connue à travers les recensements de la population effectués dans la commune depuis 1793. Pour les communes de moins de 10 000 habitants, une enquête de recensement portant sur toute la population est réalisée tous les cinq ans, les populations de référence des années intermédiaires étant quant à elles estimées par interpolation ou extrapolation. Pour la commune, le premier recensement exhaustif entrant dans le cadre du nouveau dispositif a été réalisé en 2005.

En 2022, la commune comptait 287 habitants, en évolution de +2,87 % par rapport à 2016 (Doubs : +1,88 %, France hors Mayotte : +2,11 %).
| 1793 | 1800 | 1806 | 1821 | 1831 | 1836 | 1841 | 1846 | 1851 |
| ---- | ---- | ---- | ---- | ---- | ---- | ---- | ---- | ---- |
| 194  | 181  | 191  | 198  | 215  | 223  | 215  | 211  | 234  |

| 1856 | 1861 | 1866 | 1872 | 1876 | 1881 | 1886 | 1891 | 1896 |
| ---- | ---- | ---- | ---- | ---- | ---- | ---- | ---- | ---- |
| 210  | 212  | 189  | 190  | 181  | 185  | 184  | 159  | 155  |

| 1901 | 1906 | 1911 | 1921 | 1926 | 1931 | 1936 | 1946 | 1954 |
| ---- | ---- | ---- | ---- | ---- | ---- | ---- | ---- | ---- |
| 140  | 144  | 144  | 126  | 111  | 109  | 120  | 104  | 102  |

| 1962 | 1968 | 1990 | 1999 | 2005 | 2006 | 2010 | 2015 | 2020 |
| ---- | ---- | ---- | ---- | ---- | ---- | ---- | ---- | ---- |
| 99   | 89   | 151  | 147  | 176  | 186  | 223  | 273  | 286  |

| 2022 | - | - | - | - | - | - | - | - |
| ---- | - | - | - | - | - | - | - | - |
| 287  | - | - | - | - | - | - | - | - |

## Culture locale et patrimoine

### Lieux et monuments
- L'église de la Présentation-de-Notre-Dame construite au début du XVIIIe siècle et recensée dans la base Mérimée[21] : son clocher a été refait en 2003 à la suite de la tempête de 1999. Elle renferme plusieurs éléments de mobilier recensés dans la base Palissy[22].
- Fermes comtoises, quelques fenêtres du XVIIe siècle.
- Le lac de Malpas fait partie du site Ramsar Tourbières et lacs de la montagne jurassienne depuis février 2021[23].
- Le monument aux morts, situé dans le cimetière.

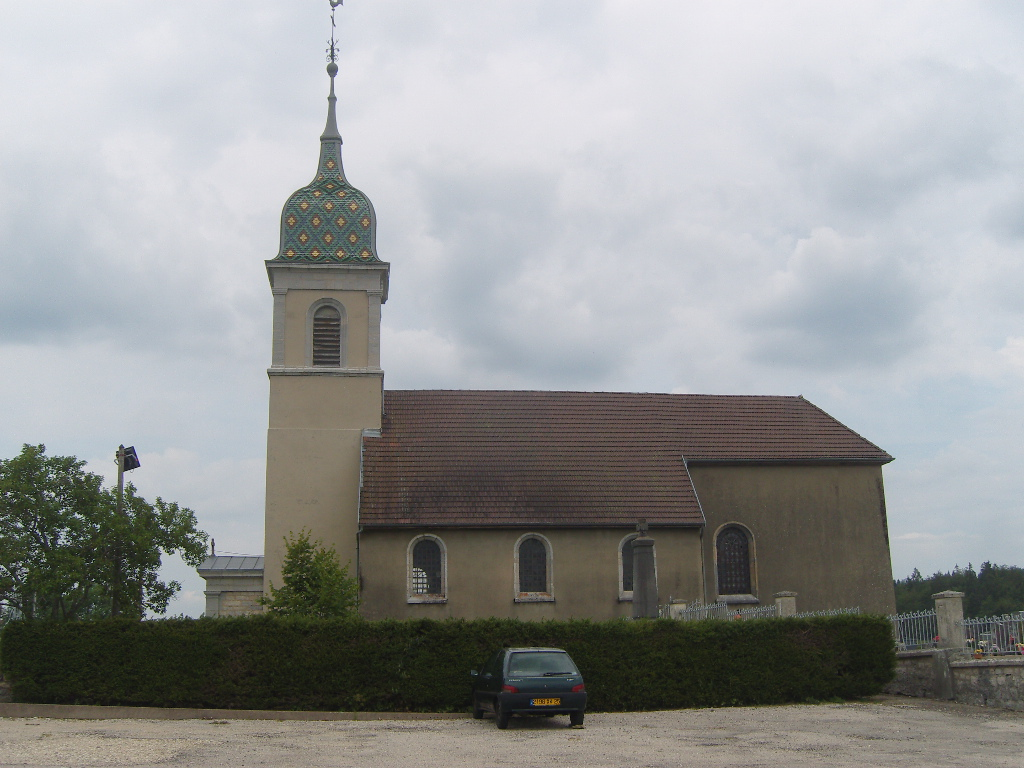
Église.
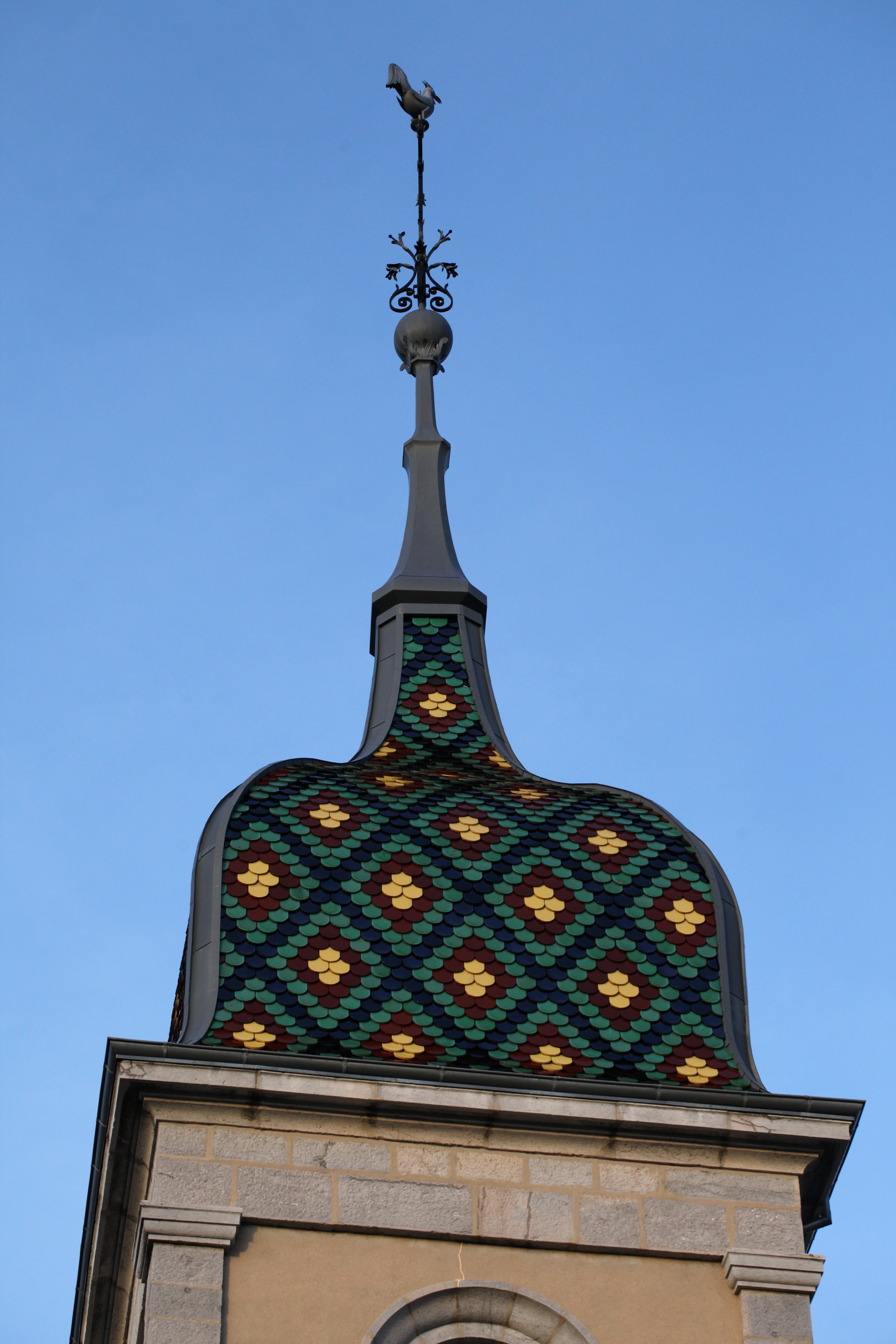
Détail du clocher.
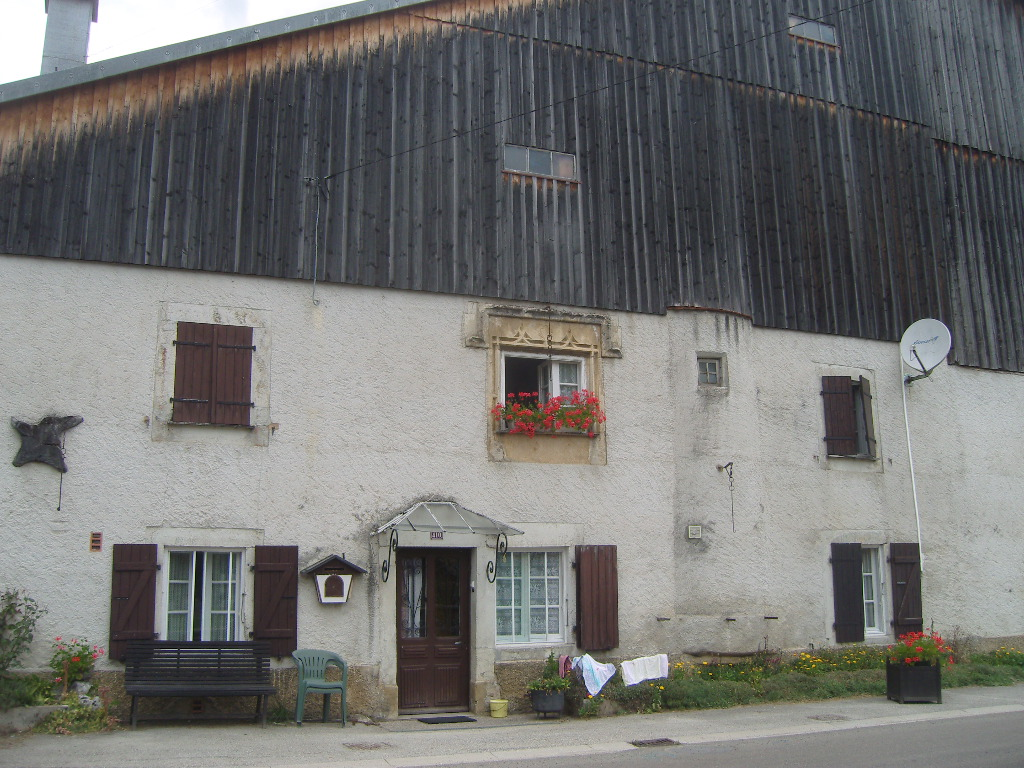
Belle ferme comtoise avec fenêtre du XVIIe siècle.
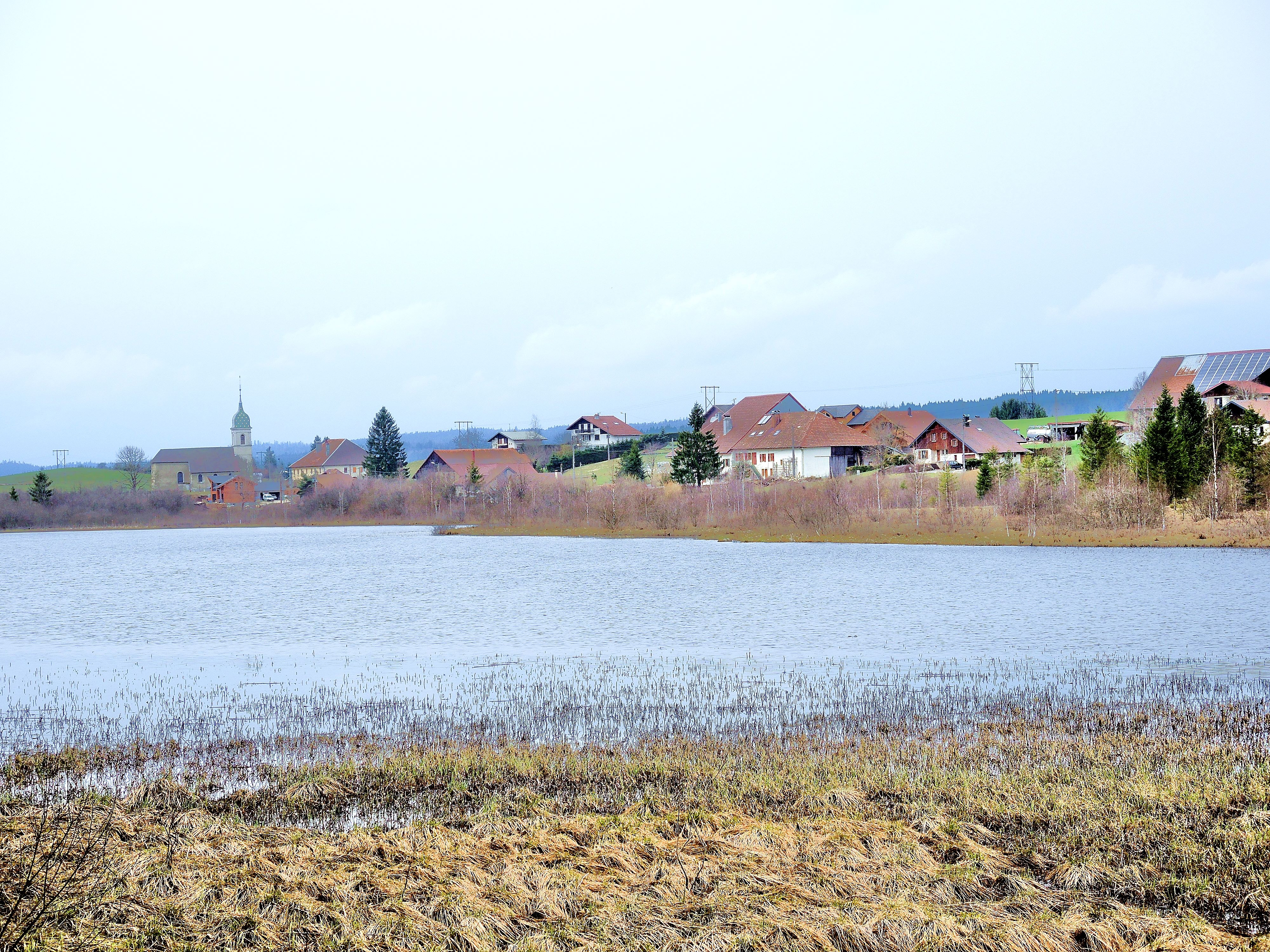
Malpas, vu de la rive Nord-Est du lac.
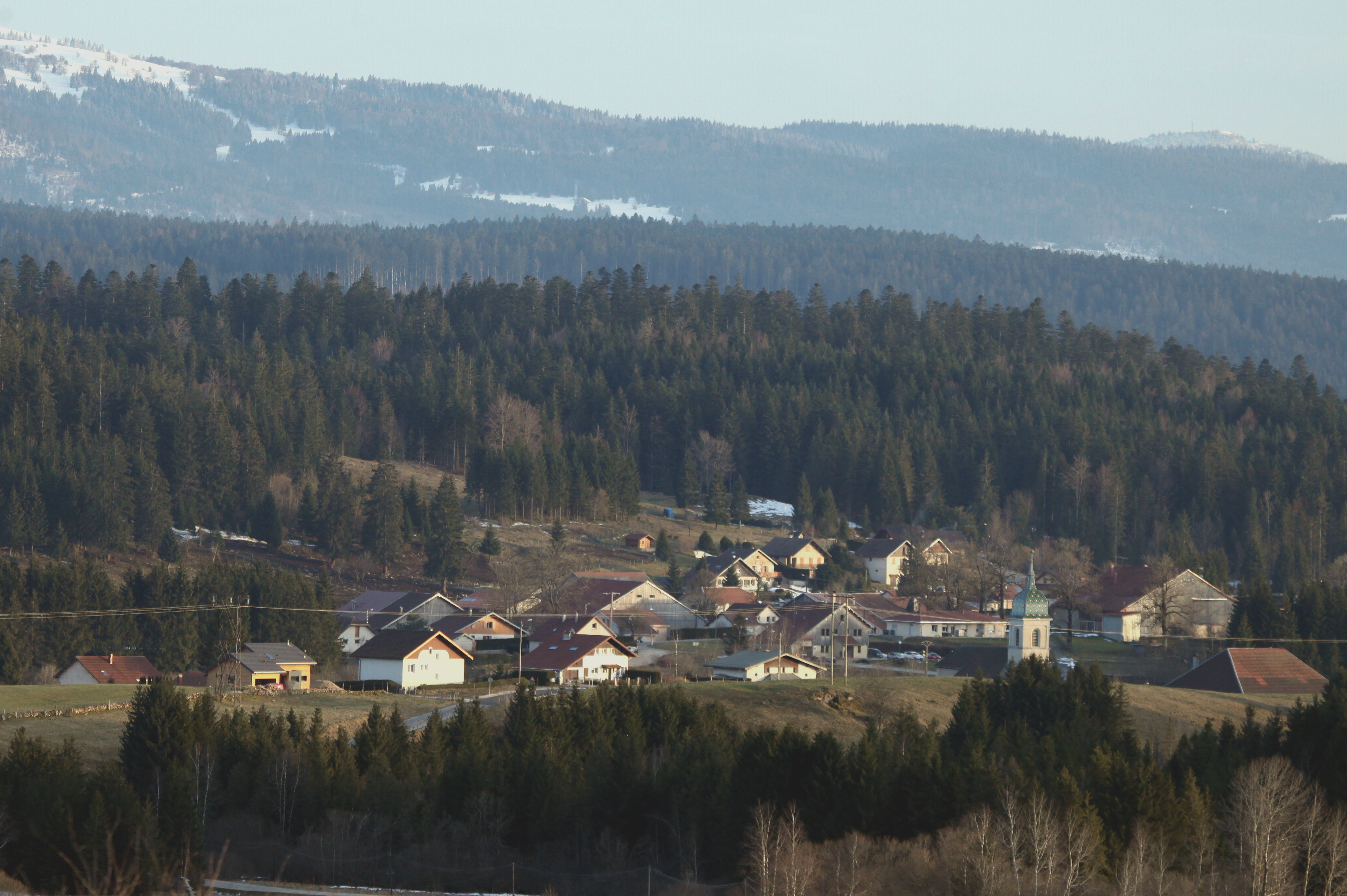
Vue de Malpas.

### Héraldique
| Blason de Malpas | Blason  | De sinople à la pile diminuée d'argent, touchant la pointe, accostée en chef de deux besants d'or. |
| Blason de Malpas | Détails | Le sinople représente la forêt, coupée par la pile d’argent qui symbolise quant à elle les deux massifs qui entourent le village, celui du « Laveron » et celui de la « Pierre qui tourne ». Les deux besants d’or représentent les impôts que les villageois versaient aux seigneurs de Malpas par le passé. Ceux-ci représentent aujourd'hui l’union des deux hameaux, le Petit Malpas et le Grand Malpas, qui forment la commune actuelle. Armoiries composées par Camille Heidet, adoptées par la municipalité le 5 juin 2015. |